# Kot cornish rex
Kot cornish rex – rasa kotów krótkowłosych zarejestrowanych przez Fédération Internationale Féline.

## Historia
Serena, kotka Niny Ennismore, była zwykłą szylkretową „dachówką”. W latach 50. urodziła w miocie pięć kociąt. Cztery z nich wyglądały zwyczajnie, ale piąty kocurek był pokryty falującą, krótką sierścią. Nina nazwała „odmieńca” Kallibunker. Kiedy kocurki dorosły, dało się zauważyć, że oprócz sierści od rodzeństwa odróżnia go także smukła sylwetka, szczupła talia i nietoperzowate uszy. 

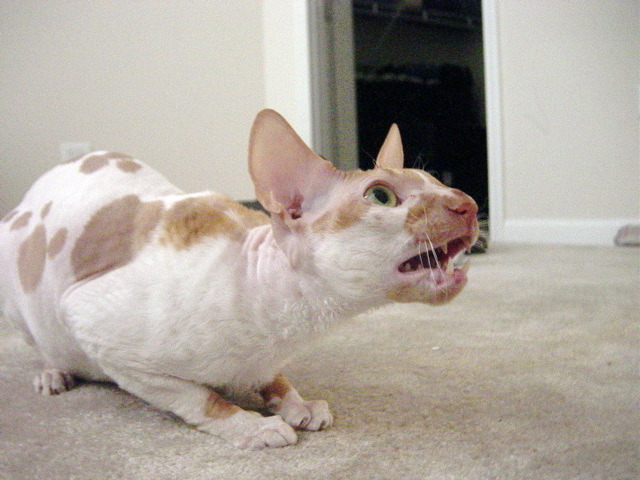
Cornish Rex Killian

Nina postanowiła przedłużyć tę rasę. W tym celu pokryła Serenę jej nietypowym synem. W miocie urodziły się trzy maluchy z falującą sierścią. Powtórzyła to kilka razy i uzyskała odpowiedni materiał hodowlany. Jednak protoplasta cornishów nie żył długo. Jego miejsce zajął jego syn, Poldhu. Posłużył on do dalszego rozwoju rasy. Został ojcem niebieskiej kotki o imieniu Lamorne Cove. Wysłano ją do Stanów Zjednoczonych, gdzie zapoczątkowała amerykańską linię cornishy. Rasę postanowiono nazwać cornish rex od nazwy miejscowości, w której się narodziła. Uznano ją w Anglii w 1967 roku, a w USA w 1979 roku.

## Wygląd
Jest kotem filigranowej budowy w orientalnym typie. Jest szczupły i elegancki. Ma smukłą, ale też muskularną sylwetkę. Ma bardzo długie nogi, które zapewniają mu sprężyste i lekkie poruszanie się. Tylne nogi ma dłuższe od przednich, co umożliwia mu wysokie skoki.Posiada także ogromne i wysoko osadzone uszy. Jednak najważniejszą cechą cornisha jest krótka, falująca, przyjemna w dotyku pluszowa sierść.

## Charakter
Jest kotem żywym, towarzyskim, ciekawskim i wesołym. Uwielbia gonitwy i zabawy, dlatego jest doskonałym kompanem dla dzieci. Jest też wyjątkowo łagodny i pozbawiony agresji, a w zabawie w ogóle nie używa pazurów. Bardzo przywiązuje się do wszystkich domowników w równym stopniu. Nie lubi zostawać sam w domu. Natomiast jego współżycie z innymi kotami zależy od ich charakteru, temperamentu i nastawienia. 

## Inne koty Rex
- Bohemian rex
- Devon rex
- German rex
- Selkirk Rex